# Filmworks XX: Sholem Aleichem
Filmworks XX: Sholem Aleichem  est un album de John Zorn paru sur le label Tzadik en 2008. Il s'agit de la musique composée pour le documentaire de Joe Dorman consacré à Sholem Aleichem.

## Titres
| 1.    | Shalom, Sholem!          | 2:11 |
| 2.    | Luminous Visions         | 4:11 |
| 3.    | Mamme Loshen             | 3:18 |
| 4.    | Beyond The Pale          | 2:25 |
| 5.    | Mekubolim                | 4:37 |
| 6.    | Portable Homeland        | 4:05 |
| 7.    | Wandering Star           | 3:17 |
| 8.    | Jewish Revolutionaries   | 4:59 |
| 9.    | Shtetls                  | 3:02 |
| 10.   | Lucky Me, I'm An Orphan! | 3:45 |
| 11.   | Nicht Gefährlich         | 3:42 |
| 12.   | Talking Through Oblivion | 4:46 |
| 44:18 |                          |      |

## Personnel
- Rob Burger - accordéon
- Greg Cohen - basse
- Carol Emanuel - harpe
- Mark Feldman - violon
- Erik Friedlander - violoncelle